# Lozio
(Giovanni da Lezze, «Catastico bresciano», 1610)
Lozio (Lós in dialetto camuno) è un comune italiano di 362 abitanti, della Val Camonica, provincia di Brescia in Lombardia.
Si tratta di un comune sparso: non esiste una frazione definibile "capoluogo" e la sede comunale si trova a Laveno.
Lozio è meta turistica per migliaia di persone all'anno. 
Il territorio di Lozio confina con diversi comuni: a est quello di Cerveno, a nord Schilpario, ad ovest Ossimo, ed a sud Ossimo e Malegno.

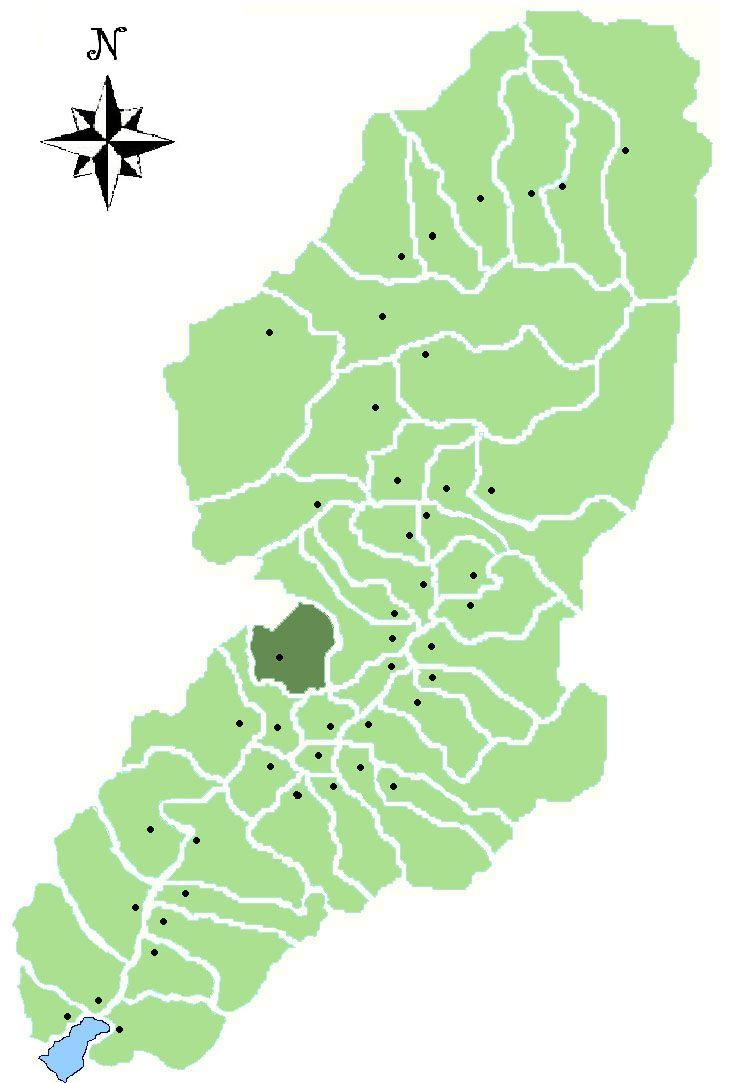
Il territorio di Lozio in Val Camonica

## Geografia fisica

### Territorio
Il comune di Lozio occupa l'intera Val di Lozio. Laveno, Sucinva, Sommaprada sono posti nella parte terminale della vallata, mentre Villa è posizionata in testa alla conca.

## Storia

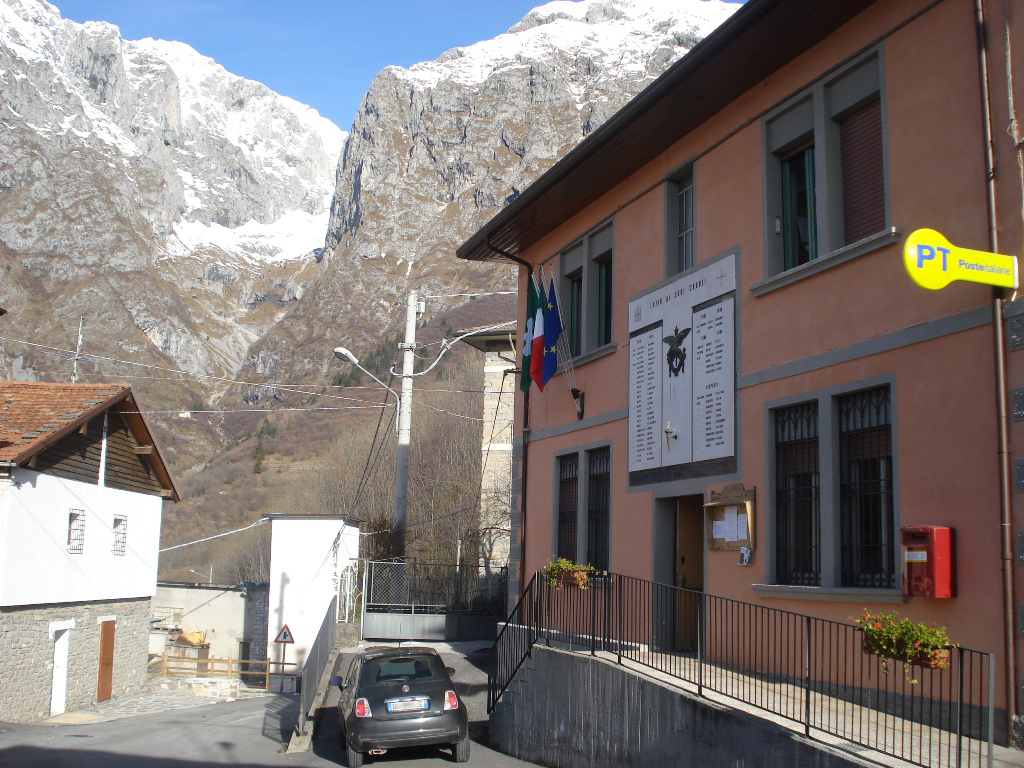
Municipio di Lozio

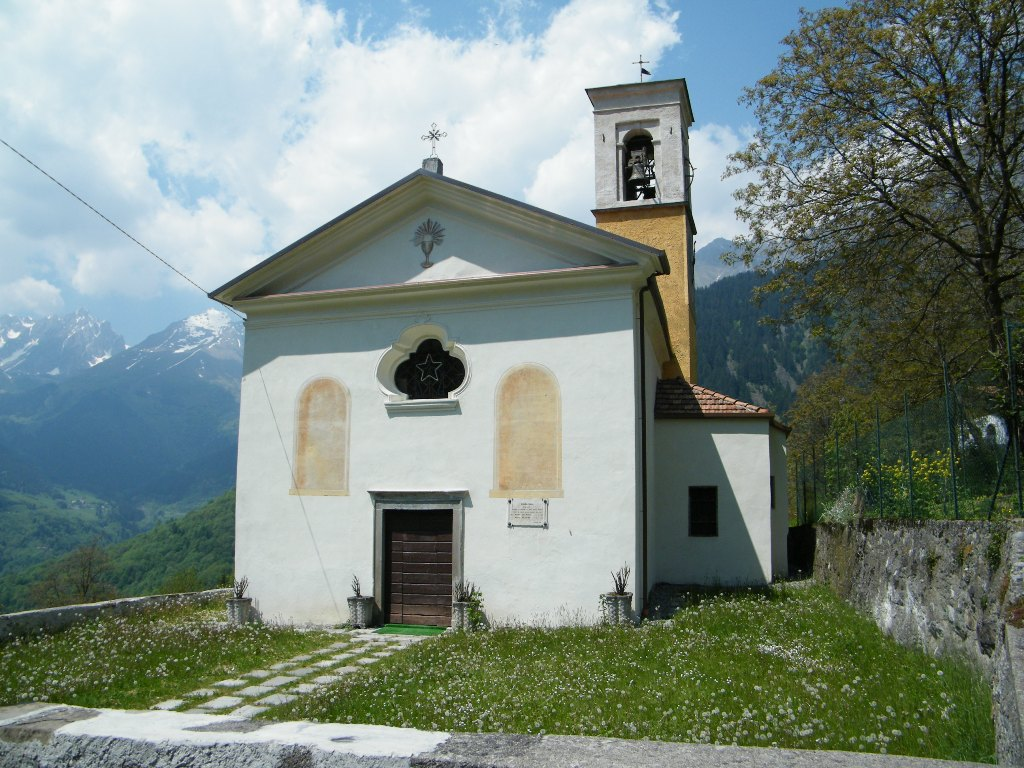
Chiesa S Giovanni Battista a Sommaprada di Lozio

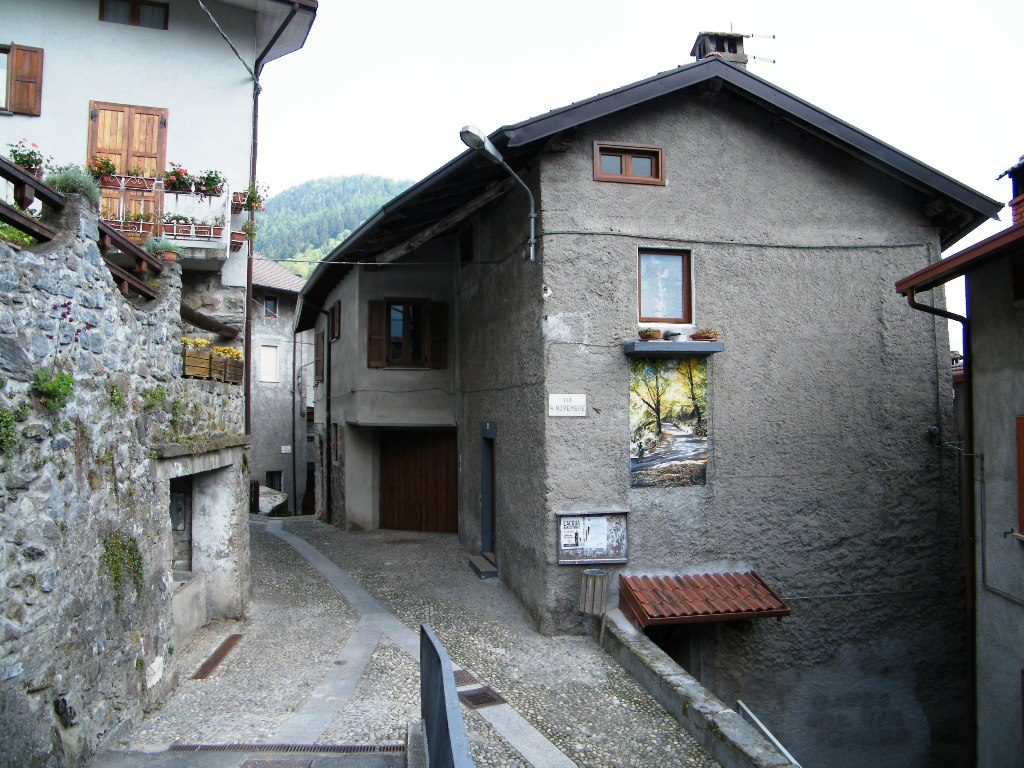
Sucinva di Lozio

È accertato che Vicus Lotii ebbe origine romana, in quanto sono state ritrovate monete in bronzo e rame con l'effigie di Tiberio e Costantino in zona. Inoltre la stessa toponomastica del posto contiene radici latine (Villa, Sunciva - sub civis, Sonvico - summus vicus..).
Nel 1156 si riporta di una rissa tra gli abitanti di Lozio e Borno che, recandosi in processione a Cividate Camuno, si scontrarono all'altezza di Malegno.
Il paese di Lozio possedeva un forno fusorio dove fondeva il ferro proveniente dalla Val di Scalve.
Tra il 1371 ed il 1428, Bernabò Visconti, concede a Lozio di far parte della comunità di Val di Scalve, e solo di seguito entrerà nella Comunità di Valle Camonica.
Tra il 1411 ed il 1428 sono i Federici i possessori del feudo, a seguito dell'eccidio di Lozio a spese dei Nobili di Lozio.
A partire dal 1500 inizia la decadenza della famiglia Nobili che vende grandi quantità dei propri latifondi alle comunità di Scalve, Ossimo e Lozio.
Nel XVI secolo esisteva una vicinia per ogni frazione, più una vicinia generale che si effettuava presso il "dos dei Consei" (dosso dei consigli). Tra i documenti dei registri della Vicinia si trova che vi sono numerose differenze linguistiche tra i dialetti camuni parlati nelle quattro frazioni di Lozio.
Fino al 1754 i Nobili mantennero il diritto di caccia nel territorio del Lozio. Una vertenza con la vicinia fece perdere in quest'anno il loro diritto.
Nel 1944-1945 agiva la squadra partigiana agli ordini di Giacomo Cappellini.

### Feudatari locali
Famiglie che hanno ottenuto l'infeudazione vescovile dell'abitato:
| Famiglia        | Stemma | Periodo     |
| Nobili di Lozio |        | ? - 1410    |
| Federici        |        | 1410 - 1428 |
| Nobili di Lozio |        | 1428 - ?    |

### Simboli
Il gonfalone è un drappo partito di bianco e di azzurro.

## Monumenti e luoghi d'interesse

### Architetture religiose
Le chiese del territorio di Lozio sono:
- Villa
  - Chiesetta di Santa Cristina, ricostruita nel XVI secolo.
  - parrocchiale dei santi Pietro e Paolo, citata nel 1366 (Ecclesia s Pietri de Lozo), venne ristrutturata nel 1602. L'allungamento e 'innalzamento (abbassandone il pavimento) sono opere del XIX secolo. Affreschi della volta sono di Antonio Guadagnini.
- Sucinva
  - Chiesa di San Antonio da Padova, del secolo XVII
- Sommaprada
  - Chiesa di San Giovanni Battista, sul portale è incisa la data 1634
- Laveno
  - Chiesa di santo Nazzaro e Celso, fu ricostruita nel XVII secolo.
  - Chiesa di Santa Maria Assunta, del secolo XVII

### Architetture militari
- Castello di Lozio dei Nobili, dove si consumò il tragico eccidio di Lozio.

## Società

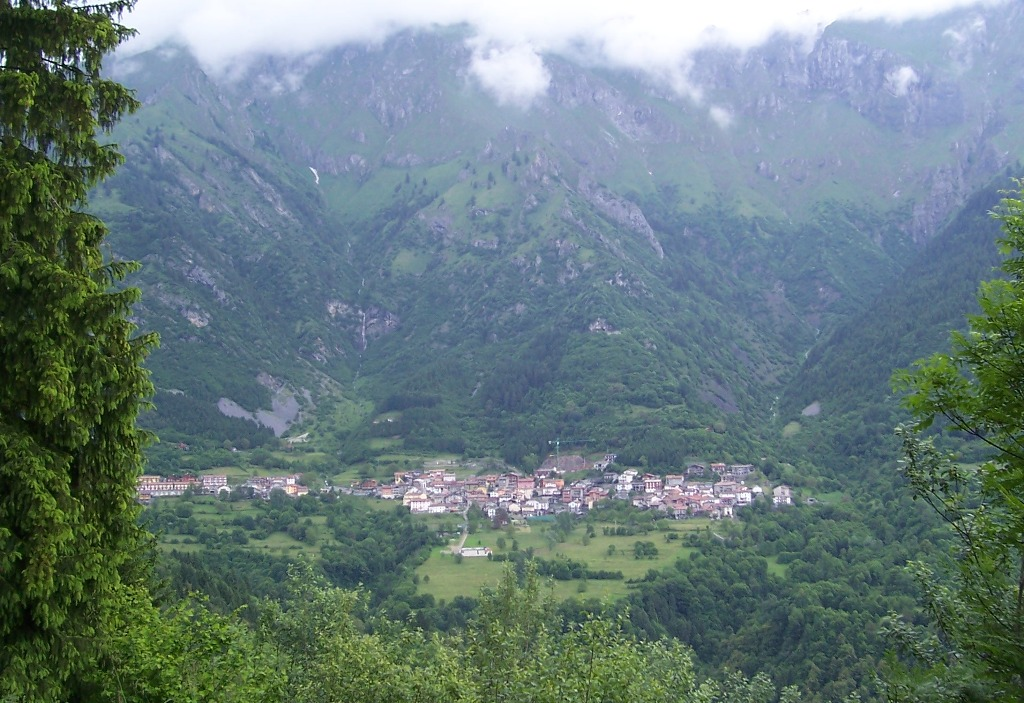
Villa di Lozio

### Evoluzione demografica
Abitanti censiti

### Tradizioni e folclore
Gli scütüm sono nei dialetti camuni dei soprannomi o nomiglioli, a volte personali, altre indicanti tratti caratteristici di una comunità. Quello che contraddistingue gli abitanti di
- Laveno è Laigna o Bèrgoi
- Villa è Passèi
- Sommaprada è Canò o Canòs
- Sunciva è Quàdoi[senza fonte]

Vi era usanza un tempo, durante il carnevale di recitare nelle stalle "drammi" chiamate "giostre". Altre tradizioni locali erano:
- Santa Lucia - 13 Dicembre: Le bambine e i bambini del paese pulivano le catene dei camini trascinandole per le strade del paese.
- Befana - 6 Gennaio: I bambini e le bambine ricevevano piccoli doni (solitamente cibo come ad esempio carrube).
- Falò degli sposi: al ritorno in paese di una coppia di novelli sposi era uso accendere un fuoco all'ingresso dell'abitato per accogliere la nuova famiglia.[senza fonte]

Esistono nel folklore della Val Camonica alcuni proverbi in dialetto camuno riguardanti Lozio:
- Zó de vài, só de dòs, nó ssè mài a Lóh. Giù per le valli, su per i dossi, non s'arriva mai a Lozio[16]
- 1º gennaio, Capodanno. I giovani si recavano per il paese con una bilancia a stadera per pesare chiunque incontrassero. Ai bambini veniva consegnata una manciata di sale.[17]

## Geografia antropica

### Urbanistica
Sebbene il paese di Lozio non esista, il comune è formato da quattro frazioni presenti nella Val di Lozio: Laveno, Sucinva, Sommaprada e Villa. Quest'ultima è la più densamente abitata, ed ivi si trova il famoso Castello.

## Amministrazione
| Periodo          | Periodo          | Primo cittadino         | Partito                | Carica  | Note |
| ---------------- | ---------------- | ----------------------- | ---------------------- | ------- | ---- |
|                  | 1805             | Nobili Girolamo         | lista civica           | Sindaco |      |
|                  | 1812             | Medici Antonio          | lista civica           | Sindaco |      |
|                  | 1815             | Nobili Girolamo         | lista civica           | Sindaco |      |
| 1861             | 1870             | Piccinelli Francesco    | lista civica           | Sindaco |      |
| 1 Gennaio 1880   | 13 Luglio 1895   | Nobili Simone           | lista civica           | Sindaco |      |
| 14 Luglio 1895   | 6 Gennaio 1903   | Massa Bortolo           | lista civica           | Sindaco |      |
| 7 Gennaio 1903   | 14 Novembre 1905 | Battaglia Pietro        | lista civica           | Sindaco |      |
| 15 Novembre 1905 | 11 Giugno 1907   | Medici Pietro           | lista civica           | Sindaco |      |
| 12 Giugno 1907   | 23 Luglio 1914   | Mora Giovanni           | lista civica           | Sindaco |      |
| 25 Luglio 1914   | 18 Ottobre 1920  | Pennacchio Giuseppe     | lista civica           | Sindaco |      |
| 18 Ottobre 1920  | 6 Marzo 1926     | Massa Giovan Maria      | lista civica           | Sindaco |      |
| 7 Marzo 1926     | 5 Ottobre 1926   | Castiglioni Michele     | Commissario            | Sindaco |      |
| 6 Ottobre 1926   | 20 Luglio 1930   | Armanini Francesco      | Partito Fascista (PNF) | Podestà |      |
| 21 Luglio 1930   | 26 Luglio 1931   | Franceschetti Franco    | Commissario            | Sindaco |      |
| 27 Luglio 1931   | 30 Gennaio 1936  | Canossi Giacomo         | Partito Fascista (PNF) | Podestà |      |
| 1 Febbraio 1936  | 6 Agosto 1936    | Vanoli Giacomo          | Commissario            | Sindaco |      |
| 7 Agosto 1936    | 28 Novembre 1939 | Vanoli Giacomo          | Partito Fascista (PNF) | Podestà |      |
| 29 Novembre 1939 | 12 Dicembre 1940 | Cascini Mario           | Commissario            | Sindaco |      |
| 13 Dicembre 1940 | 17 Maggio 1945   | Gennaro Donato          | Commissario            | Sindaco |      |
| 18 Maggio 1945   | 23 Agosto 1945   | don Melotti Giovanni    | lista civica           | Sindaco |      |
| 23 Agosto 1945   | 20 Giugno 1946   | Medici Felice           | lista civica           | Sindaco |      |
| 21 Giugno 1946   | 20 Dicembre 1946 | Piccinelli Luigi        | lista civica           | Sindaco |      |
| 21 Dicembre 1946 | 15 Giugno 1951   | Maccanelli Bortolo      | lista civica           | Sindaco |      |
| 16 Giugno 1951   | 7 Agosto 1951    | Piccinelli Pietro       | lista civica           | Sindaco |      |
| 8 Agosto 1951    | 19 Giugno 1956   | Ballarini Giovan Maria  | lista civica           | Sindaco |      |
| 20 Giugno 1956   | 19 Novembre 1960 | Giorgi Edoardo          | lista civica           | Sindaco |      |
| 20 Novembre 1960 | 1 Dicembre 1964  | Massa 'Pendol' Bortolo  | lista civica           | Sindaco |      |
| 2 Dicembre 1964  | 27 Giugno 1970   | Canossi 'Frett' Giacomo | lista civica           | Sindaco |      |
| 28 Giugno 1970   | 5 Luglio 1975    | Gennaro Giulio          | lista civica           | Sindaco |      |
| 6 Luglio 1975    | 2 Ottobre 1976   | Giorgi Franco           | lista civica           | Sindaco |      |
| 3 Ottobre 1976   | 21 Giugno 1980   | Mora Gian Mario         | lista civica           | Sindaco |      |
| 22 Giugno 1980   | 2 Giugno 1985    | Mora Gian Mario         | lista civica           | Sindaco |      |
| 3 Giugno 1985    | 6 Maggio 1990    | Mora Gian Mario         | lista civica           | Sindaco |      |
| 7 Maggio 1990    | 24 Aprile 1995   | Giorgi Antonio          | lista civica           | Sindaco |      |
| 25 Aprile 1995   | 13 Giugno 1999   | Pizio Giovan Battista   | lista civica           | Sindaco |      |
| 14 Giugno 1999   | 21 Febbraio 2004 | Pizio Giovan Battista   | lista civica           | Sindaco |      |
| 21 Febbraio 2004 | 14 Giugno 2004   | Fico Paola              | Commissario            | Sindaco |      |
| 14 Giugno 2004   | 8 Giugno 2009    | Fiorani Claudia         | lista civica           | Sindaco |      |
| 8 Giugno 2009    | 26 Maggio 2014   | Giorgi Antonio          | lista civica           | Sindaco |      |
| 26 Maggio 2014   | 10 Giugno 2024   | Regazzoli Francesco     | lista civica           | Sindaco |      |
| 10 Giugno 2024   | in carica        | Gemmi Natale            | lista civica           | Sindaco |      |